# Contea di Glenn
La contea di Glenn, in inglese Glenn County, è una contea dello Stato della California, negli Stati Uniti. La popolazione al censimento del 2000 era di 26 453 abitanti. Il capoluogo di contea è Willows.

## Geografia fisica
La contea si trova nella parte settentrionale della California, nella regione della Central Valley. L'U.S. Census Bureau certifica che l'estensione della contea è di 3437 km², di cui 3405 km² composti da terra e i rimanenti 32 km² composti di acqua. Si colloca nella Valle del Sacramento, ovvero la parte più settentrionale della Central Valley. I laghi principali sono il Stony Gorge Reservoir e il Black Butte Lake, nel nord della contea. Il fiume Sacramento forma parte del confine est e attraversa la contea nella zona sud-orientale. Nella parte occidentale si estende la foresta nazionale di Mendocino.

### Contee confinanti
- Contea di Tehama - nord
- Contea di Butte - est
- Contea di Colusa - sud
- Contea di Lake - sud-ovest
- Contea di Mendocino - ovest

## Infrastrutture e trasporti

### Principali strade ed autostrade
- Interstate 5
- California State Route 32
- California State Route 45
- California State Route 162

## Storia
La contea di Glenn fu costituita nel 1891 con parti della contea di Colusa. Venne chiamata così in onore di Hugh J. Glenn (1824–1883), che divenne il più importante coltivatore di frumento dello stato e fu un personaggio di rilievo nella vita politica e commerciale della California.

## Comuni
Nella contea si trovano due cities: Orland e Willows, il capoluogo.
Si trovano inoltre i seguenti census-designated places: Artois, Elk Creek e Hamilton City.